# Walckenaeria ocularis
Walckenaeria ocularis là một loài nhện trong họ Linyphiidae.
Loài này thuộc chi Walckenaeria. Walckenaeria ocularis được Herman Theodor Holm miêu tả năm 1984.